# Юп Бевінг
Юп Бевінг (нід. Joep Beving; нар. 9 січня 1976, Дутінхем) — нідерландський композитор і піаніст.

## Життєпис
Бевінг здобув освіту за фахом державне управління. Згодом він пішов працювати в сферу рекламного бізнесу, де його головною відповідальністю була музика в численних рекламних роликах. Також він написав саундтреки до короткометражних фільмів Hortum (2010) та Het cadeau (2015).
У 2015 році Бевінг випустив свій перший альбом — Solipsism, альбом виконано у атмосферному стилі неокласики на фортепіано. Юп Бевінг описує свій стиль як «доступну музику для складних емоцій». У 2017 році вийшов його другий альбом Prehension також виконаний у стилі його дебютного альбому. У 2018 році Бевінг випускає свій третій альбом Conatus.

## Дискографія
Усі його альбоми були видані лейблами Deutsche Grammophon/Universal Classics:
- Solipsism (2015)[5]
- Prehension (2017)
- Conatus (2018)
- Henosis (2019)
- Hermetism (2022)

Список виданих синглів:
- Venus
- Unus Mundus
- Into the dark blue
- Prelude
- Hanging d
- Sonderling
- Ab ovo

## Музичний стиль та вплив
Бевінг вказує що на нього впливали такі музиканти як Білл Еванс, Кіт Джаррет, Філіп Ґласс, Арво Пярт, Шопен, Саті, Радіохед та Малер.
Бевінг вважає що його творчість не має правил. Його музика часто слідує поп-структурі, але також черпає натхнення з ембієнту, електронної та мінімалістичної класичної музики.